# George Cecil Ives

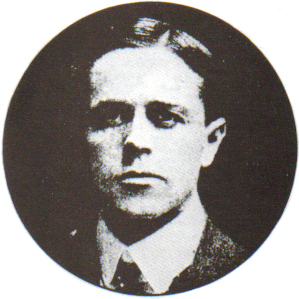
George Cecil Ives um 1900

George Cecil Ives (* 1. Oktober 1867 in Frankfurt am Main; † 4. Juni 1950 in Hampstead/Middlesex) war ein britischer Dichter, Schriftsteller, Strafrechtsreformer und Aktivist der ersten Homosexuellenbewegung.

## Leben und Wirken
Ives wurde als unehelicher Sohn des britischen Armeeoffiziers Gordon Maynard Ives (1837–1907) und der Jane Violet Tyler (1846–1936) geboren. Er wuchs bei seiner Großmutter Emma Ives auf. Seine Kindheit verbrachte er in Bentworth in Hampshire und im Süden Frankreichs. Ives wurde zuhause unterrichtet und studierte am Magdalene College der Universität Cambridge. Bereits während dieser Zeit begann er schriftstellerisch tätig zu werden.
1892 lernte er im Authors' Club in London Oscar Wilde kennen. Im folgenden Jahr hatte Ives eine kurze Affäre mit dem britischen Lord Alfred Douglas. Über Douglas lernte Ives verschiedene Dichter aus Oxford kennen. 1897 gründete Ives die Organisation Order of Chaeronea, ein geheimer Zusammenschluss homosexueller Männer, der nach dem Ort der Schlacht der Heiligen Schar von Theben im Jahre 338 v. Chr. benannt war. Zu den Mitgliedern des Order of Chaeronea gehörten Charles Kains Jackson, Samuel Elsworth Cottam, Montague Summers und John Gambril Nicholson. Es wird angenommen, dass Charles Robert Ashbee und A. E. Housman auch Mitglieder waren.
Im selben Jahr 1897 besuchte Ives in Millthorpe Edward Carpenter. Dies war der Beginn ihrer Freundschaft. 1914 gründete Ives gemeinsam mit dem Deutschen Magnus Hirschfeld sowie mit Laurence Housman und weiteren Briten die British Society for the Study of Sex Psychology. Ives stand auch im regen geistigen Austausch mit anderen progressiven Psychologen wie Havelock Ellis und dem italienischen Professor Cesare Lombroso. Die Organisation widmete sich in verschiedenen Publikationen der wissenschaftlichen Studie der Sexualwissenschaft. 1931 wurde die Organisation in British Sexological Society umbenannt. Ives war der Archivar der Organisation, und die historischen Papiere werden in der Handschriftenabteilung der University of Texas at Austin aufbewahrt.
Zu Ives’ Aktivitäten gehörte des Weiteren der Besuch von Gefängnissen in Europa und das Studium der Strafmethoden, insbesondere in England. Hierzu verfasste er verschiedene Bücher. Die Kriegsjahre im Zweiten Weltkrieg verbrachte er in seinem Haus an der Adelaide Road in London. 1950 verstarb Ives in England.

## Werke von Ives
Dichtungen:
- Book of Chains (1897)
- Eros’ Throne (1900)

Sachbücher:
- Penal Methods in the Middle Ages (1910)
- The Treatment of Crime (1912)
- A History of Penal Methods: Criminals, Witches, Lunatics (1914)
- The Sexes, Structure and „Extra-Organic“ Habits of Certain Animals (1918)
- The Continued Extension of the Criminal Law (1922)
- English Prisons Today (1922) (mit einem Vorwort von G.B. Shaw)
- Graeco-Roman View of Youth (1926)
- Obstacles to Human Progress (1939)
- The Plight of the Adolescent

Roman:
- The Missing Baronet (1914)